# Salinas Victoria
Salinas Victoria är en kommun i Mexiko.   Den ligger i delstaten Nuevo León, i den centrala delen av landet, 700 km norr om huvudstaden Mexico City.
Följande samhällen finns i Salinas Victoria:
- Emiliano Zapata
- Las Torres
- Simeprodeso
- Los Pilares
- Unión San Javier
- El Leal